# Obwód tulski

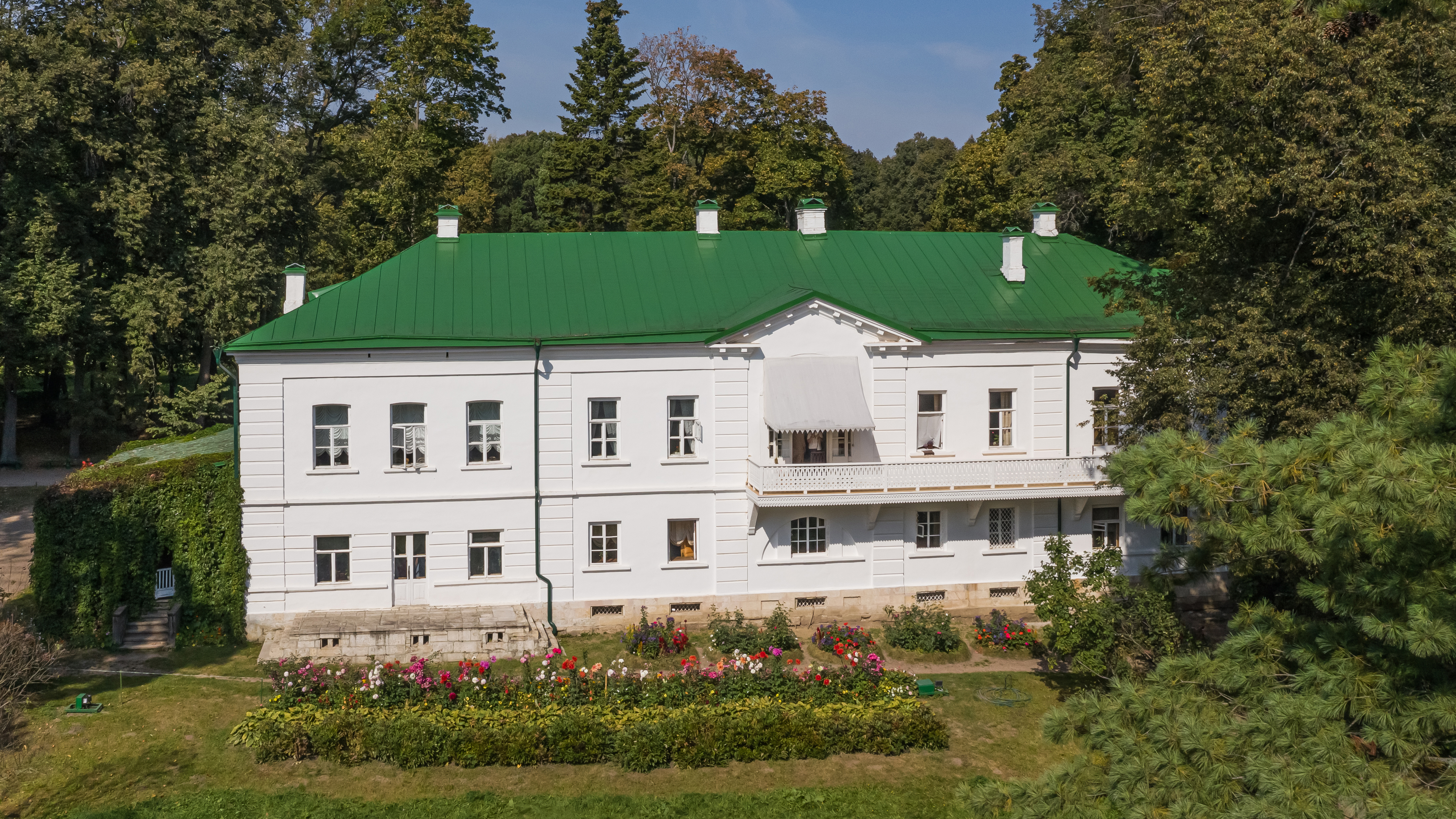
Dom Lwa Tołstoja w Jasnej Polanie

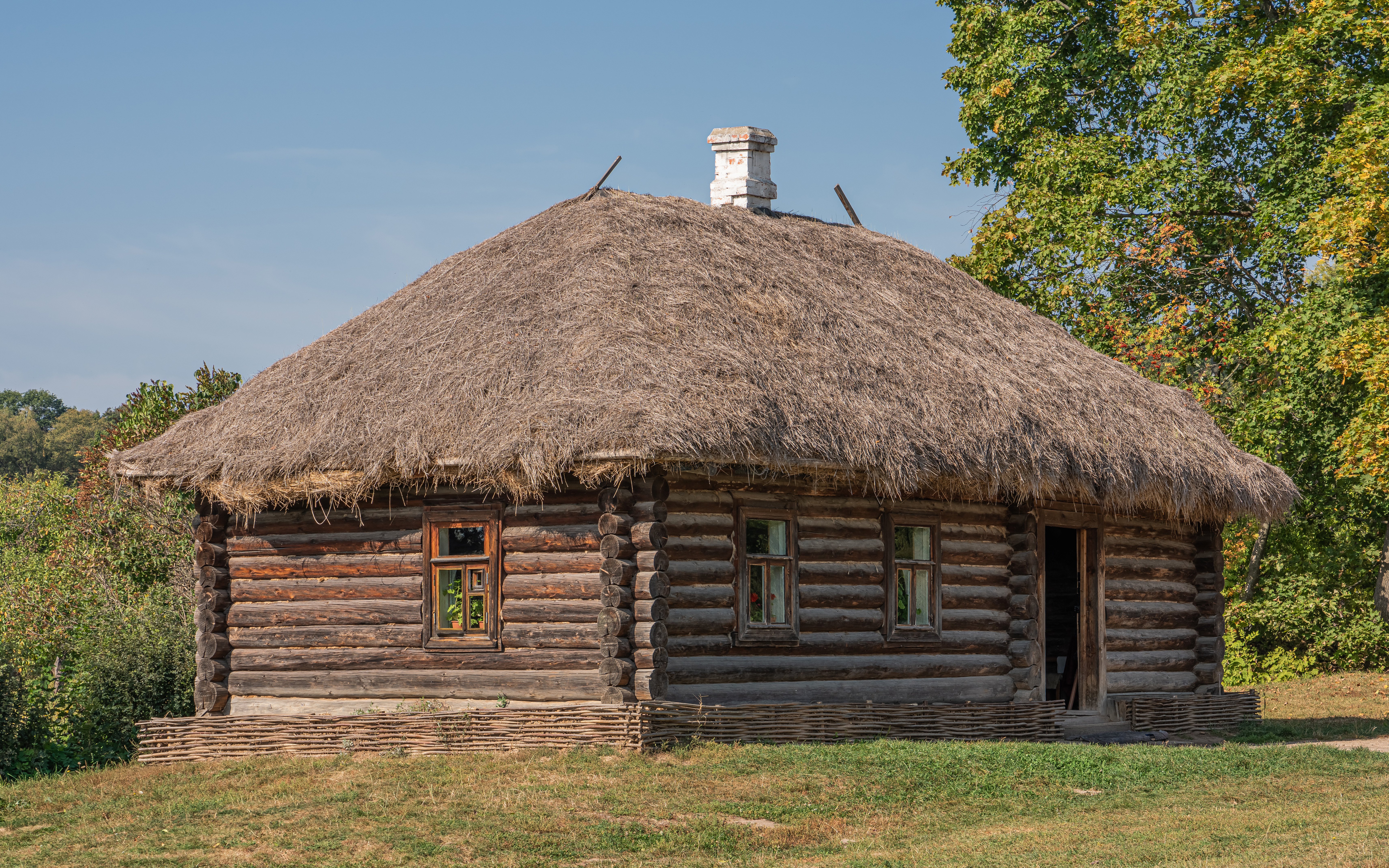
Wiejski dom w regionie (Jasna Polana)

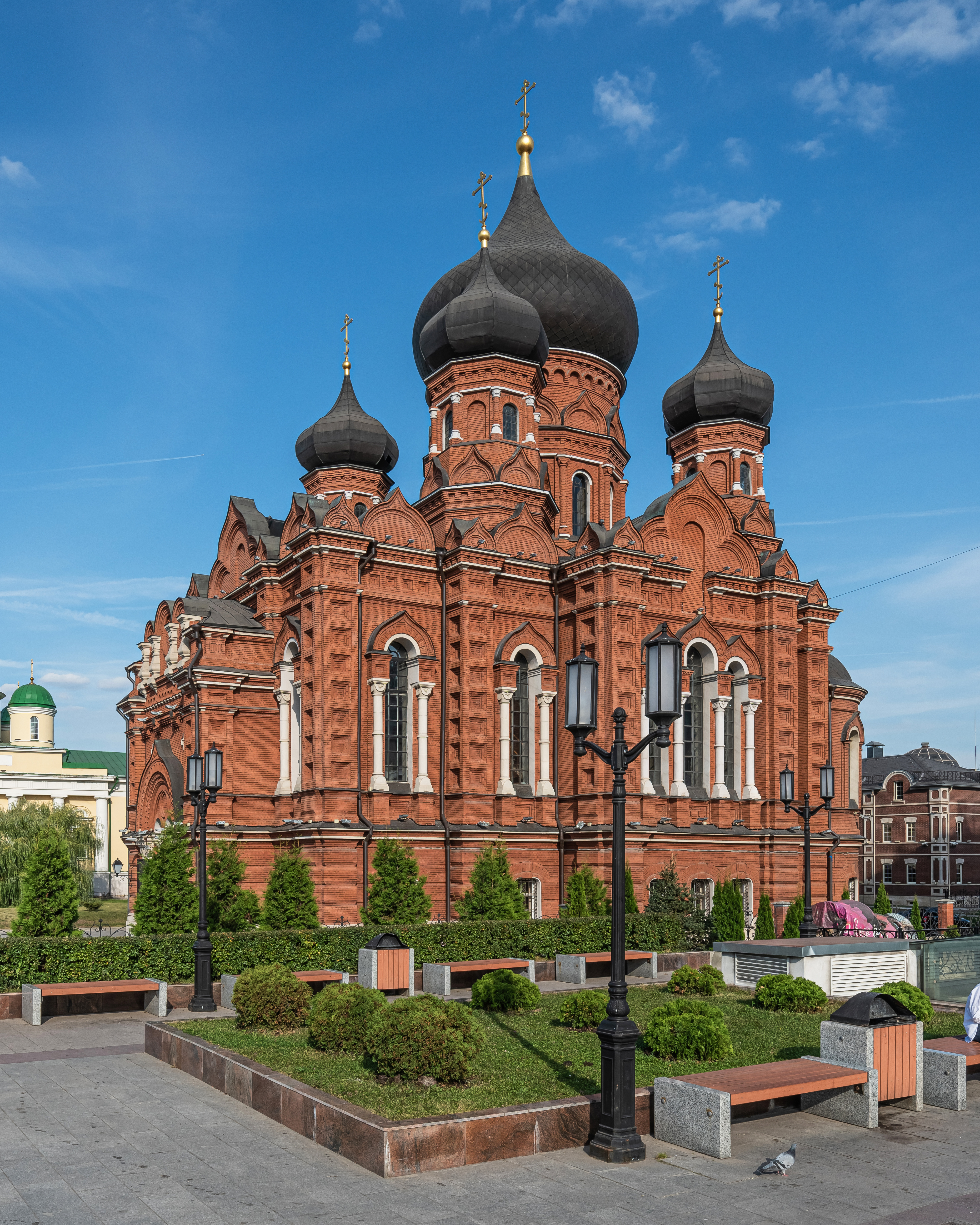
Cerkiew w Tule

Obwód tulski (ros. Тульская область) – jednostka administracyjna Federacji Rosyjskiej.

## Geografia

### Położenie i powierzchnia
Obwód tulski leży na zachodzie europejskiej części Rosji i zajmuje obszar 25 679 km², co stanowi ok. 0,15% powierzchni całej Federacji Rosyjskiej. Z północy na południe region rozciąga się na długości 200 km, a ze wschodu na zachód jest to 190 km.
Obwód tulski graniczy z:
- obwodem moskiewskim (na północnym wschodzie)
- obwodem riazańskim (na wschodzie)
- obwodem lipieckim (na południowym wschodzie i południu)
- obwodem orłowskim (na południowym zachodzie)
- obwodem kałuskim (na zachodzie i północnym zachodzie).

#### Przynależność administracyjna
Pod względem administracyjnym obwód tulski wchodzi w skład utworzonego w 2000 roku Centralnego Okręgu Federalnego.

### Strefa czasowa
Obwód tulski należy do moskiewskiej strefy czasowej (MSK). UTC +4:00 przez cały rok. Wcześniej, przed 27 marca 2011 roku, obowiązywał czas standardowy (zimowy) strefy UTC+3:00, a czas letni – UTC+4:00.

### Rzeźba terenu i geologia
Region leży na terenie Niziny Wschodnioeuropejskiej – a ściślej na obszarze wchodzącej w skład tej niziny niewysokiej Wyżyny Środkoworosyjskiej. Z tego powodu przeważająca część obwodu leży na terenie pagórkowatej równiny, poprzecinanej dolinami rzecznymi i wąwozami oraz wałami. Najwyższy punkt regionu (we wsi Rajewo, w rejonie tiopło-ogariewskim) wznosi się na wysokość 293 m n.p.m.; najniższym punktem jest brzeg rzeki Oka na granicy z obwodem moskiewskim (108 m n.p.m.).
Na terenie regionu występują, między innymi, krasowe formy terenu (jaskinie, podziemne komory).

### Gleby
Na zachodzie regionu występują głównie gleby darniowo-bielicowe (w kilku podtypach), na północy i środkowym zachodzie głównie szaroziemy leśne. Centrum i wschód obwodu zajmują zdegradowane czarnoziemy, a jedynie na niewielkich obszarach na południowych skrajach regionu znajdują się niewielkie obszary żyznych czarnoziemów.

### Klimat
Na terenie obwodu tulskiego panuje klimat umiarkowany typu kontynentalnego, charakteryzujący się umiarkowanie chłodną zimą i ciepłym latem. Średnioroczna temperatura powietrza w regionie to +5 °C. Najzimniejszym miesiącem jest styczeń, kiedy to przeciętna temperatura wynosi –10 °C, a najcieplejszym – lipiec, z temperaturą +20 °C. Długość okresu z dodatnimi temperaturami to ok. 220–225 dni.
W regionie rocznie spada od 575 do 470 mm opadów. Najwięcej pada na północnym zachodzie obwodu, a najmniej – na południowym wschodzie. Około 70% wszystkich opadów przypada na półrocze ciepłe, zaś maksimum występuje w lipcu.

### Hydrologia

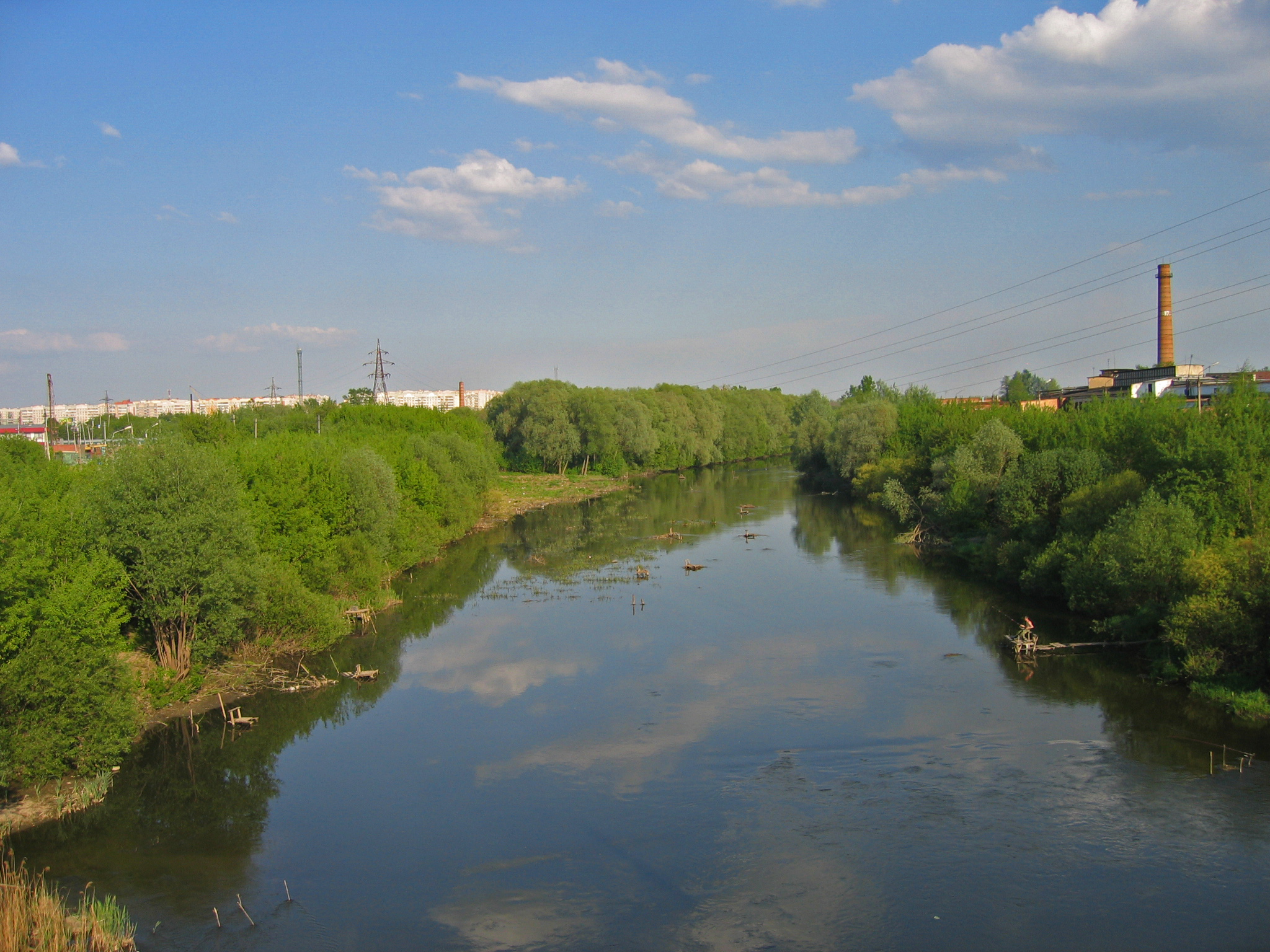
Rzeka Upa w Tule

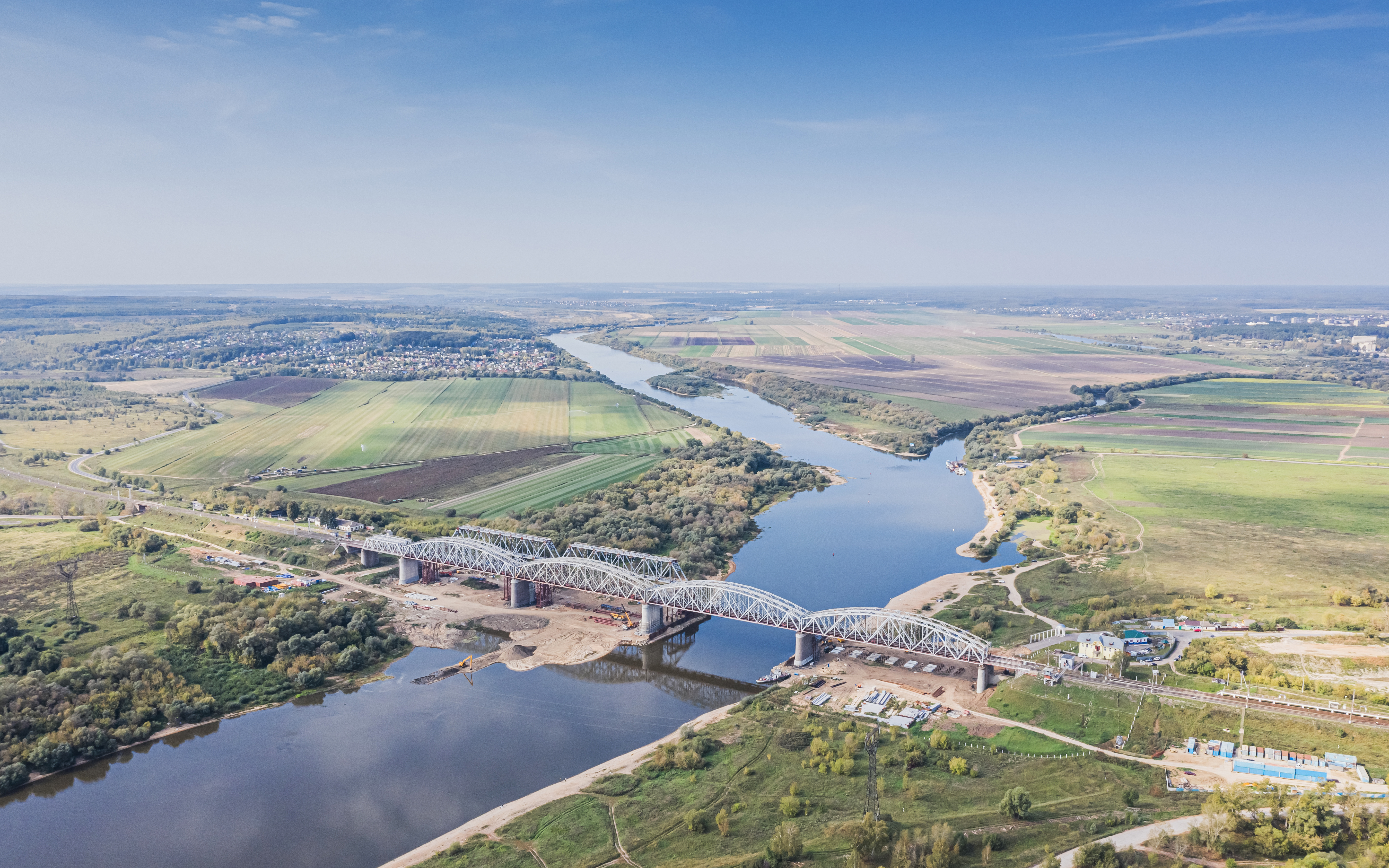
Oka – główna rzeka regionu

Największą rzeką regionu jest Oka; do jej dorzecza należy znaczna większość pozostałych cieków wodnych obwodu; pozostałe należą do zlewiska Donu (którego źródła oraz fragment górnego odcinka także przepływa przez obwód).
Oka płynie w zachodniej i północno-zachodniej części regionu. Jej głównymi dopływami są Upa, Osiort i Zusza. We wschodniej części obwodu znajduje się niewielki odcinek górnego biegu Donu.
Jego głównymi dopływami w regionie są Niepriawda i Czerwona Miecza. Na terenie obwodu znajduje się także kilka sztucznych jezior, utworzonych na rzekach poprzez spiętrzenie ich wód za pomocą zapór i tam.

### Roślinność
Pod względem roślinnym region leży na granicy stepu i lasostepu.
Lasy zajmują ok. 3,37 tys. km², co stanowi 13% całego obszaru obwodu. Największa lesistość występuje w północno-zachodniej części regionu. Lasy porastające obwód to w większości lasy liściaste, złożone głównie z dębów, brzóz, osik itp. Bardziej na południe, w strefie lasostepów, tj. obszarów gdzie w zależności od warunków terenowo-glebowych tereny leśne występują na przemian ze stepowymi, wśród gatunków drzew dominują dęby z domieszką lipy, klonu, jesionu i wiązu. Rosnące w tym rejonie lasy do przełomu XVI i XVII w. określane były jako tulskie zasieki, gdyż stanowiły rodzaj zapory chroniącej południowe granice kraju i utrudniającej przedzieranie się konnym oddziałom wojowników stepowych (głównie Tatarom) w głąb terenów Rosji; z tego też powodu lasy te (których obszar był znacznie większy niż obecnie) były przedmiotem szczególnej ochrony.

### Świat zwierzęcy
Na terenie obwodu żyją między innymi wilki, łosie, lisy, dziki, wydry, tchórze, zające, wiewiórki, susły.
Z ptaków spotkać można na przykład gawrony, skowronki, jaskółki, jerzyki, wróble, dzikie kaczki i gęsi, a z ryb między innymi płocie, okonie, leszcze, szczupaki i miętusy.

### Ekologia
Sytuacja ekologiczna regionu nie jest dobra. Region silnie ucierpiał w wyniku awarii w Czarnobylu. W jej wyniku na terenie regionu osiadł radioaktywny pył, a skażenie na części obszaru było tak duże, iż konieczna była rezygnacja z rolniczego wykorzystania części gruntów. Według niektórych danych do dziś w niektórych miejscach utrzymuje się podwyższona promieniotwórczość.
Ponadto w dużych miastach, stanowiących zarazem centra przemysłowe, istnieje znaczne zanieczyszczenie powietrza, a w ich okolicy także skażenie wód gruntowych.

## Ludność
W obwodzie mieszka 1 449 115 ludzi, 1 082 882 żyje w miastach, 366 233 na terenach wiejskich (2021).
Liczba ta systematycznie spada w wyniku niskiego przyrostu naturalnego i ujemnego salda migracji; jeszcze 2005 żyło tutaj 1621,9 tys. osób, a w 2000 było to 1740,4 tys.
Średnia gęstość zaludnienia w regionie to obecnie 56,49 os./km² (2021). Ludność miejska stanowi 80% populacji (2006; w 2005 stanowiła 81,9%). Około 30% wszystkich mieszkańców obwodu zamieszkuje w jego stolicy – Tule.

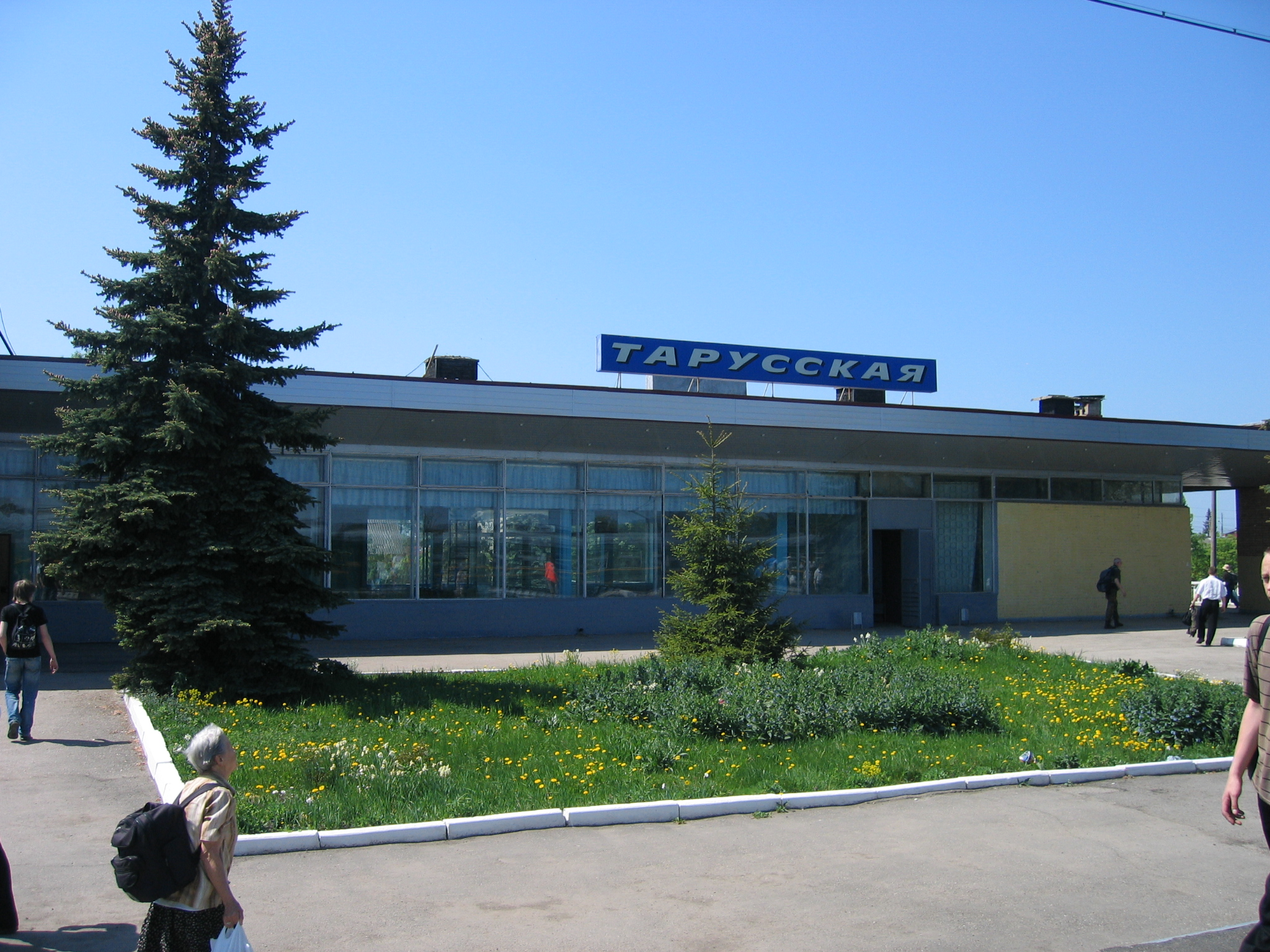
Stacja kolejowa Tarusskaja

### Statystyki demograficzne
dla populacji 1.675.758 (2002)
- Ludność według miejsca zamieszkania:
  - Ludność miejska: 1.366.818 (81,6%)
  - Ludność wiejska: 308.940 (18,4%)
- Ludność według płci:
  - Mężczyźni: 755.057 (45,1%)
  - Kobiety: 920.701 (54,9%)
  - Liczba kobiet przypadająca na 1000 mężczyzn: 1219
- Ludność według wieku:
- Średnia wieku dla całej populacji: 41,7 lat
  - Średnia wieku w mieście: 41,5 lat
  - Średnia wieku na wsi: 42,8 lat
  - Średni wiek mężczyzny: 37,8 lat
  - Średni wiek kobiety: 44.9 lat
- Przyrost naturalny:
  - Współczynnik urodzeń: 7,88‰1)
  - Współczynnik zgonów: b.d.

1) – 2004 r.

### Wyznania
Zdecydowana większość ludności wyznaje prawosławie. Po okresie ateizacji w czasach ZSRR pozostała duża liczba niewierzących. Z nielicznych mniejszości wyznaniowych żyje tutaj niespełna 1-procentowa mniejszość muzułmańska, a także małe grupki protestantów (m.in. Adwentyści Dnia Siódmego).

### Narodowości
Zdecydowaną większość populacji (ok. 95%) stanowią Rosjanie. Na terenie obwodu żyją ponadto niezbyt liczne grupy przedstawicieli 119 innych narodowości, spośród których najliczniejsi są:
| Narodowość  | Liczebność (w tys.) |
| ----------- | ------------------- |
| Rosjanie    | 1595,6              |
| Ukraińcy    | 22,3                |
| Tatarzy     | 9,0                 |
| Ormianie    | 6,5                 |
| Białorusini | 6,0                 |
| Niemcy      | 4,7                 |
| Azerowie    | 4,5                 |
| Cyganie     | 3,8                 |
| Gruzini     | 1,9                 |
| Mołdawianie | 1,7                 |
| Żydzi       | 1,3                 |
| Mordwini    | 1,2                 |
| Czuwasze    | 1,1                 |

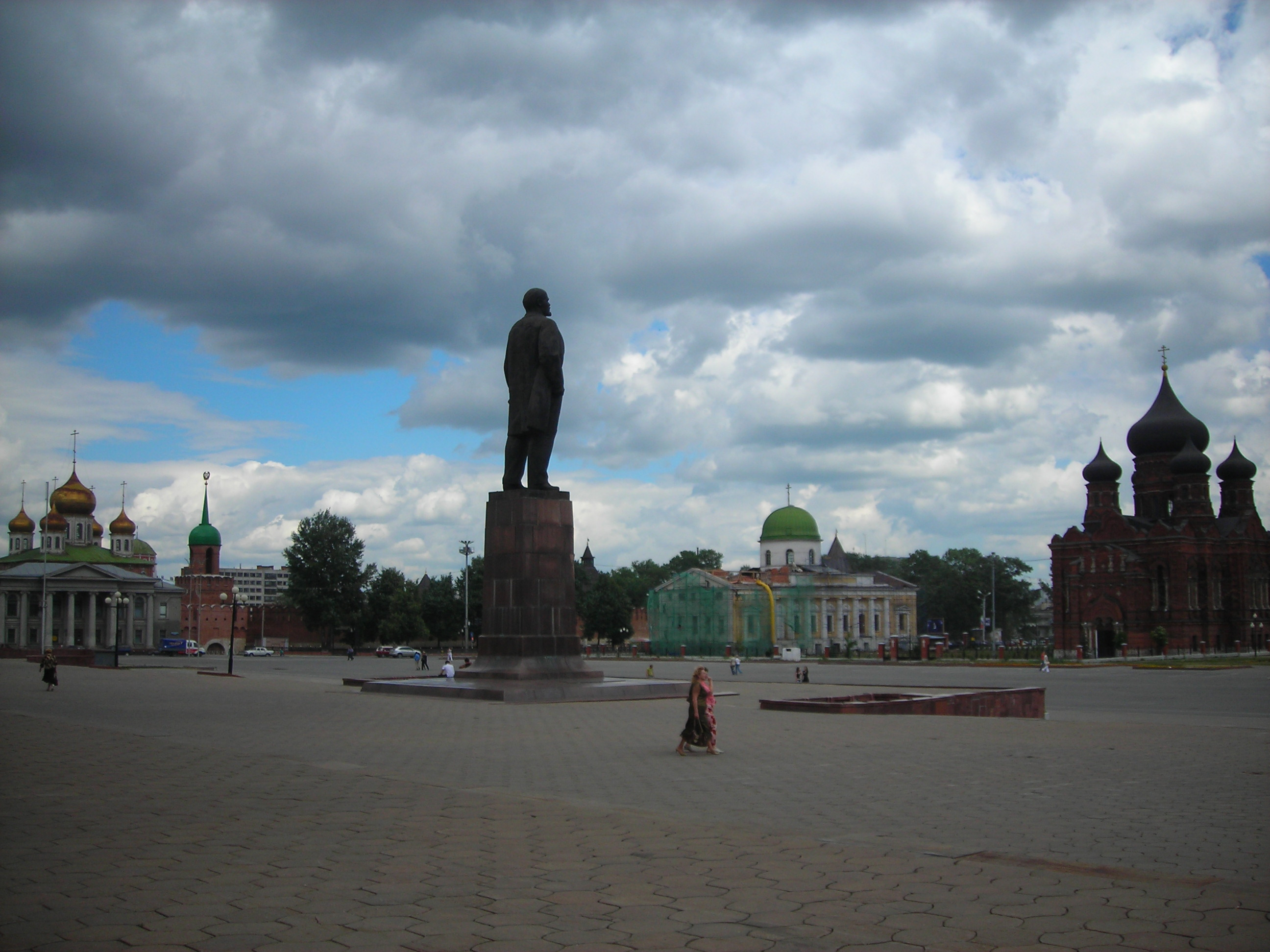
Plac im. Lenina w Tule

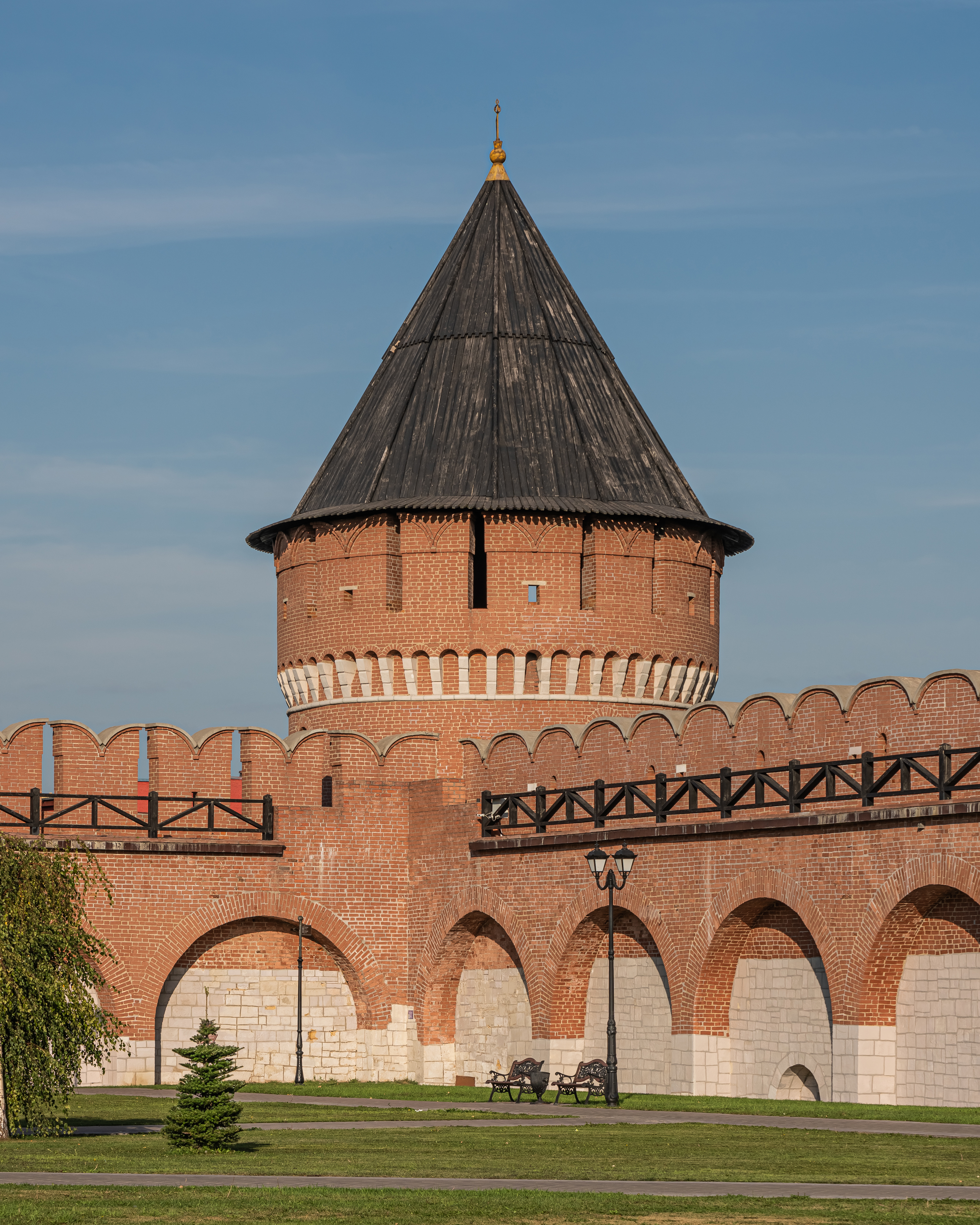
Mury kremla w Tule

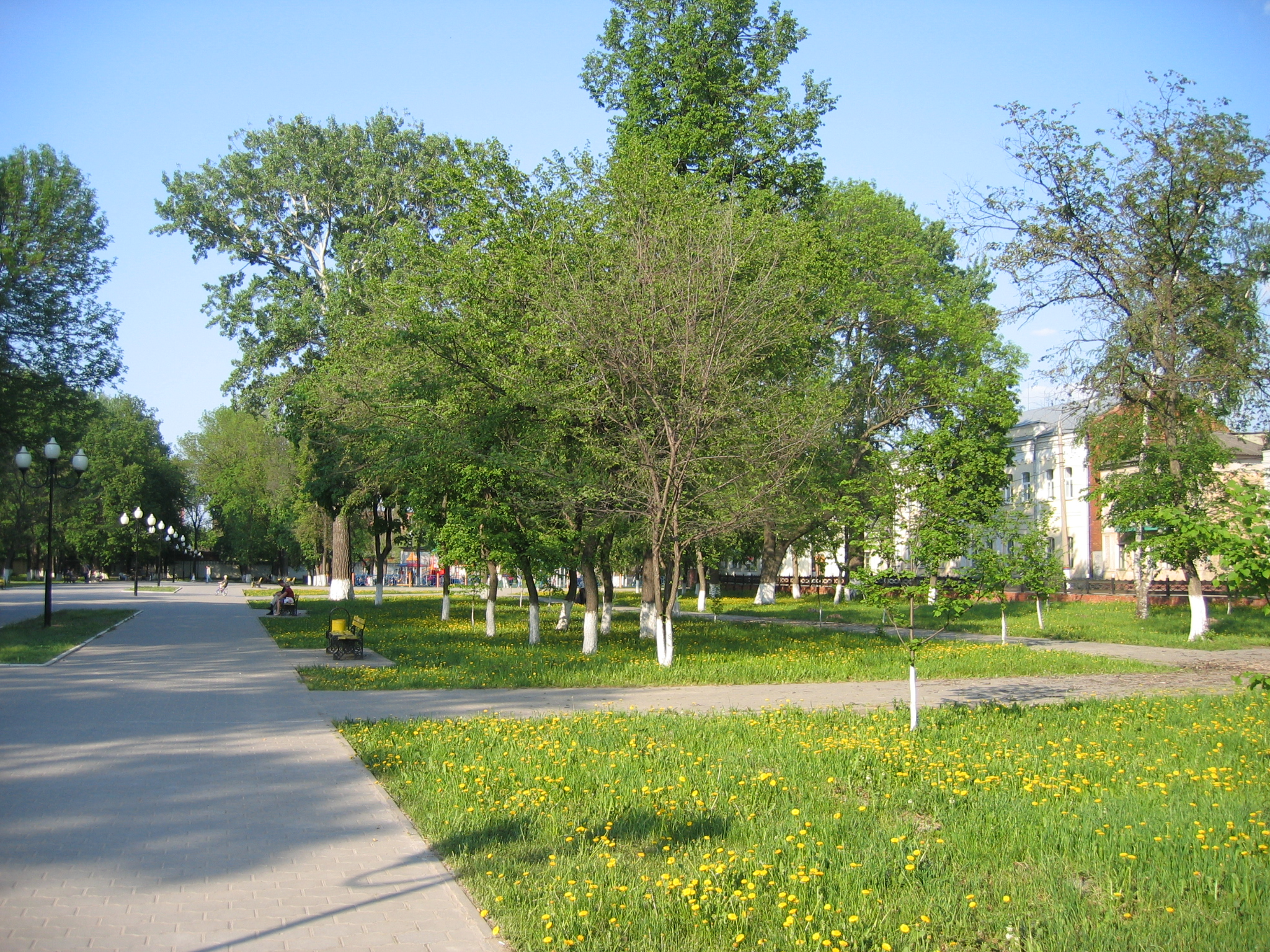
Park w Tule

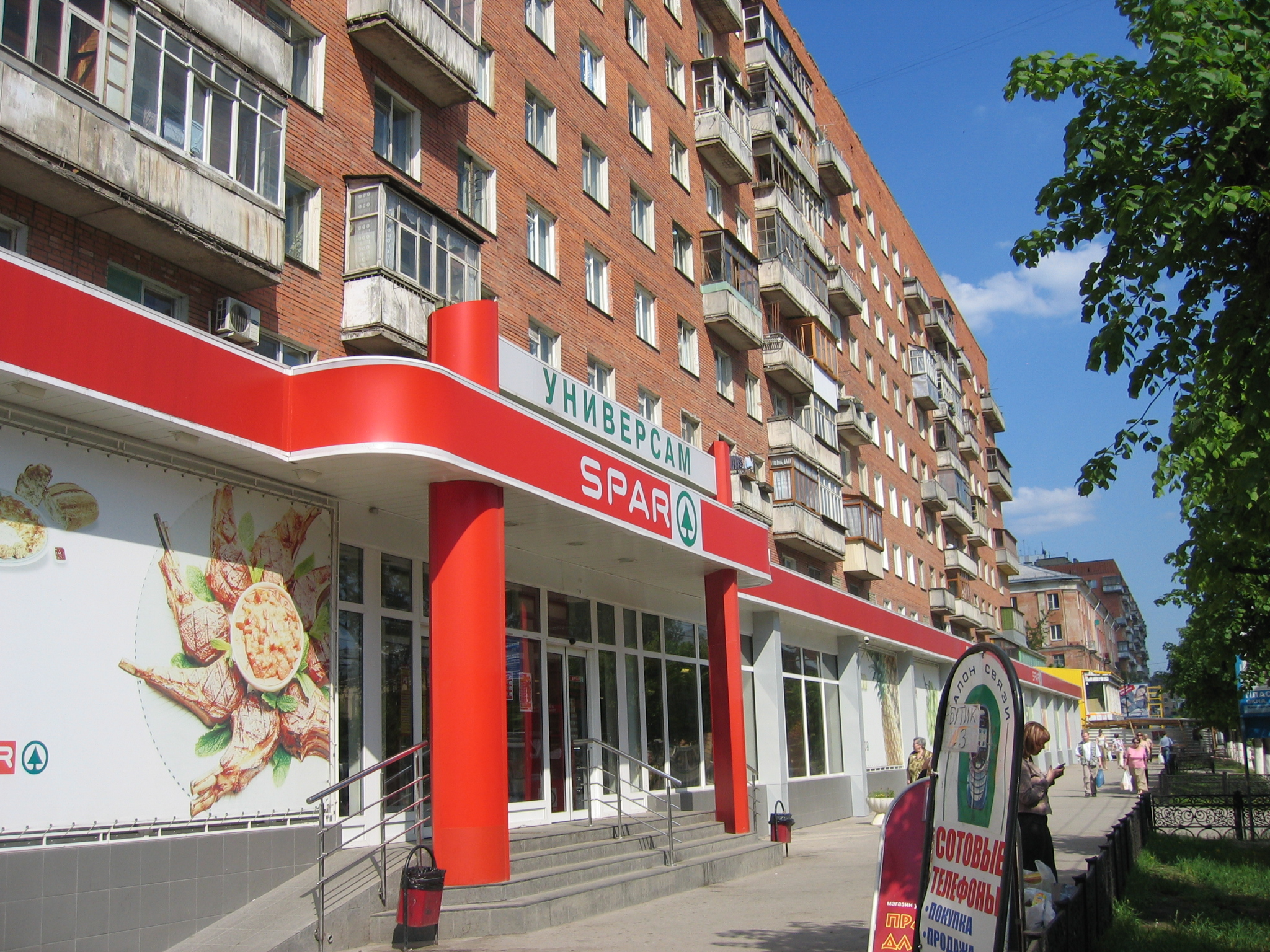
Supermarket SPAR w Tule

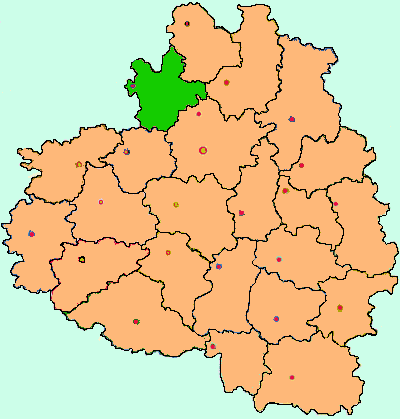
Podział administracyjny obwodu tulskiego (zaznaczono rejon aleksiński)

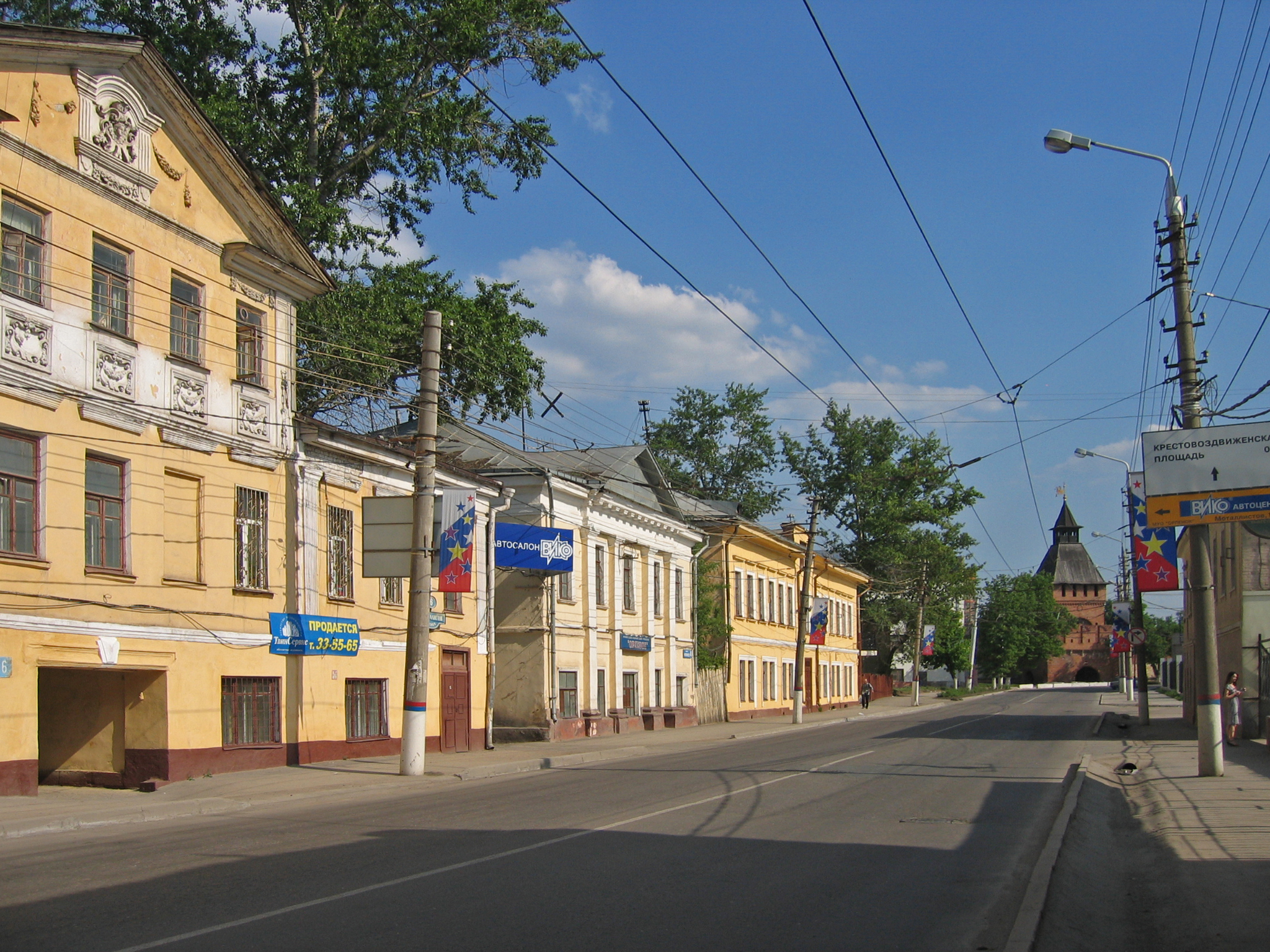
Stare miasto w Tule

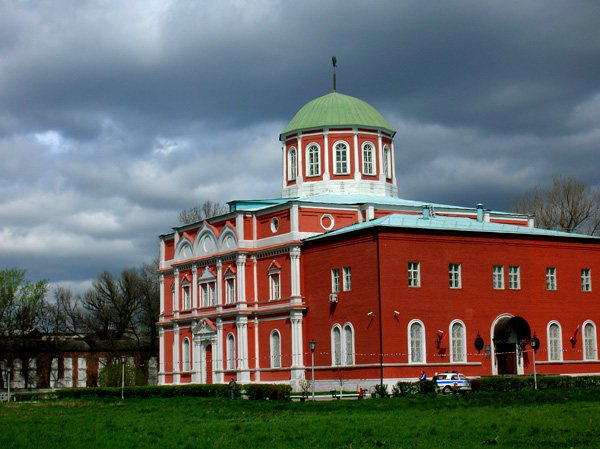
Muzeum uzbrojenia w Tule

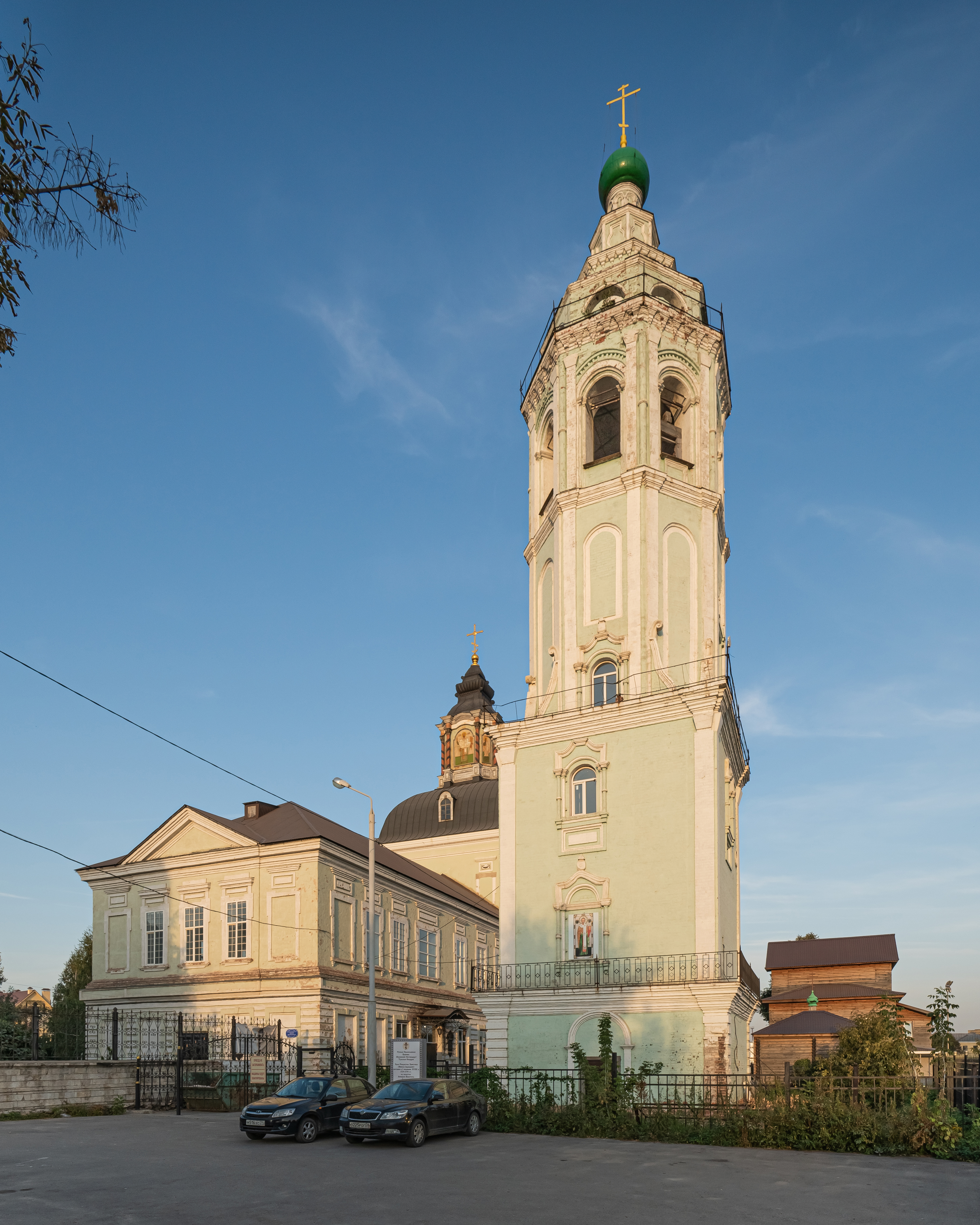
Jedna z cerkwi w Tule

Wymieniono tylko grupy liczące powyżej tysiąca osób

## Miasta i osiedla typu miejskiego
Największe miasta i osiedla typu miejskiego (stan na 1 stycznia 2006)
(wymieniono tylko miejscowości liczące powyżej 10 tys. mieszkańców)
| Nazwa           | Nazwa rosyjska | Liczba mieszkańców |
| --------------- | -------------- | ------------------ |
| Tuła            | Тула           | 509.010            |
| Nowomoskowsk    | Новомосковск   | 127.770            |
| Donskoj         | Донской        | 66.733             |
| Aleksin         | Алексин        | 66.308             |
| Szczokino       | Щёкино         | 60.351             |
| Uzłowaja        | Узловая        | 57.448             |
| Jefriemow       | Ефремов        | 44.559             |
| Bogorodick      | Богородицк     | 32.827             |
| Kimowsk         | Кимовск        | 30.346             |
| Kiriejewsk      | Киреевск       | 25.349             |
| Suworow         | Суворов        | 20.329             |
| Jasnogorsk      | Ясногорск      | 17.806             |
| Pławsk          | Плавск         | 16.405             |
| Weniow          | Венёв          | 15.722             |
| Bielow          | Белёв          | 15.033             |
| Pierwomajskij1) | Первомайский   | 10.740             |
| Sokolniki       | Сокольники     | 10.563             |
| Bołochowo       | Болохово       | 10.296             |

1) Osiedle typu miejskiego

## Władza i administracja
Obwód tulski, podobnie jak inne podmioty Federacji Rosyjskiej, posiada dość szeroki zakres autonomii w sprawach lokalnych.
Władzę prawodawczą w regionie sprawuje lokalny parlament: Tulska Duma Obwodowa.
Naczelnym organem władzy wykonawczej oraz funkcję głowy obwodu sprawuje gubernator, powoływany przez parlament na wiosek prezydenta Federacji Rosyjskiej. Stoi on także na czele lokalnego rządu. Obecnie funkcję gubernatora sprawuje Władimir Gruzdiew.

## Podział administracyjny
Od 2006 obwód tulski dzieli się na 23 rejony. 3 największe miasta regionu nie wchodzą w skład tego podziału i stanowią wydzielone okręgi miejskie.
Rejony municypalne dzielą się na mniejsze jednostki administracyjne – osiedla (ros. поселения – czyt. posielienia) wiejskie i miejskie. Osiedla miejskie obejmują miasto (niekiedy też niewielkie podmiejskie wioski), zaś osiedla wiejskie składają się z jednej lub kilku wsi. W ramach 23 rejonów istnieją w sumie 153 osiedla, w tym 41 osiedli miejskich i 112 wiejskich.

### Okręgi miejskie
1. Tuła (ros. Тула)
2. Donskoj (ros. Донской)
3. Nowogurowskij (ros. Новогуровский)

### Rejony municypalne
1. Aleksiński (ros. Алексинский район)
2. Arsieniewski (ros. Арсеньевский район)
3. Bielowski (ros. Белёвский район)
4. Bogorodicki (ros. Богородицкий район)
5. Czernski (ros. Чернский район)
6. Dubieński (ros. Дубенский район)
7. Jasnogorski (ros. Ясногорский район)
8. Jefriemowski (ros. Ефремовский район)
9. Kamieński (ros. Каменский район)
10. Kimowski (ros. Кимовский район)
11. Kiriejewski (ros. Киреевский район)
12. Kurkiński (ros. Куркинский район)
13. Leniński (ros. Ленинский район)
14. Nowomoskowski (ros. Новомосковский район)
15. Odnojewski (ros. Одоевский район)
16. Pławski (ros. Плавский район)
17. Suworowski (ros. Суворовский район)
18. Szczokiński (ros. Щёкинский район)
19. Tiopło-Ogariewski (ros. Тёпло-Огаревский район)
20. Uzłowski (ros. Узловский район)
21. Wieniowski (ros. Венёвский район)
22. Wołowski (ros. Воловский район)
23. Zaocki (ros. Заокский район)

## Gospodarka
Produkt krajowy brutto obwodu tulskiego w 2005 wyniósł 108,7 mld rubli, co daje statystycznie 67,5 tys. rub. na mieszkańca.
Struktura PKB:
przemysł – 32,0%
energetyka – 6,5%
handel – 17,3%
rolnictwo – 8,8%
transport – 8,6%
pozostałe, w tym usługi – 26,6%

### Przemysł
Spośród gałęzi przemysłu w regionie najważniejszym jest przemysł chemiczny i petrochemiczny, dostarczający 23% wartości całej produkcji przemysłowej obwodu. Kolejne miejsca zajmują: przemysł maszynowy (22%), dalej spożywczy (21%), hutnictwo (15%) i energetyka (10%).

#### Przemysł chemiczny
W ramach przemysłu chemicznego w regionie powstają m.in. nawozy sztuczne (w Szczokinie i Nowomoskowsku), chemia gospodarcza (m.in. zakład Procter&Gamble w Nowomoskowsku), kauczuk syntetyczny (w Jerfiemowie), masy plastyczne, syntetyczne smoły, barwniki itp. (m.in. w Uzłowej, Szczokinie).

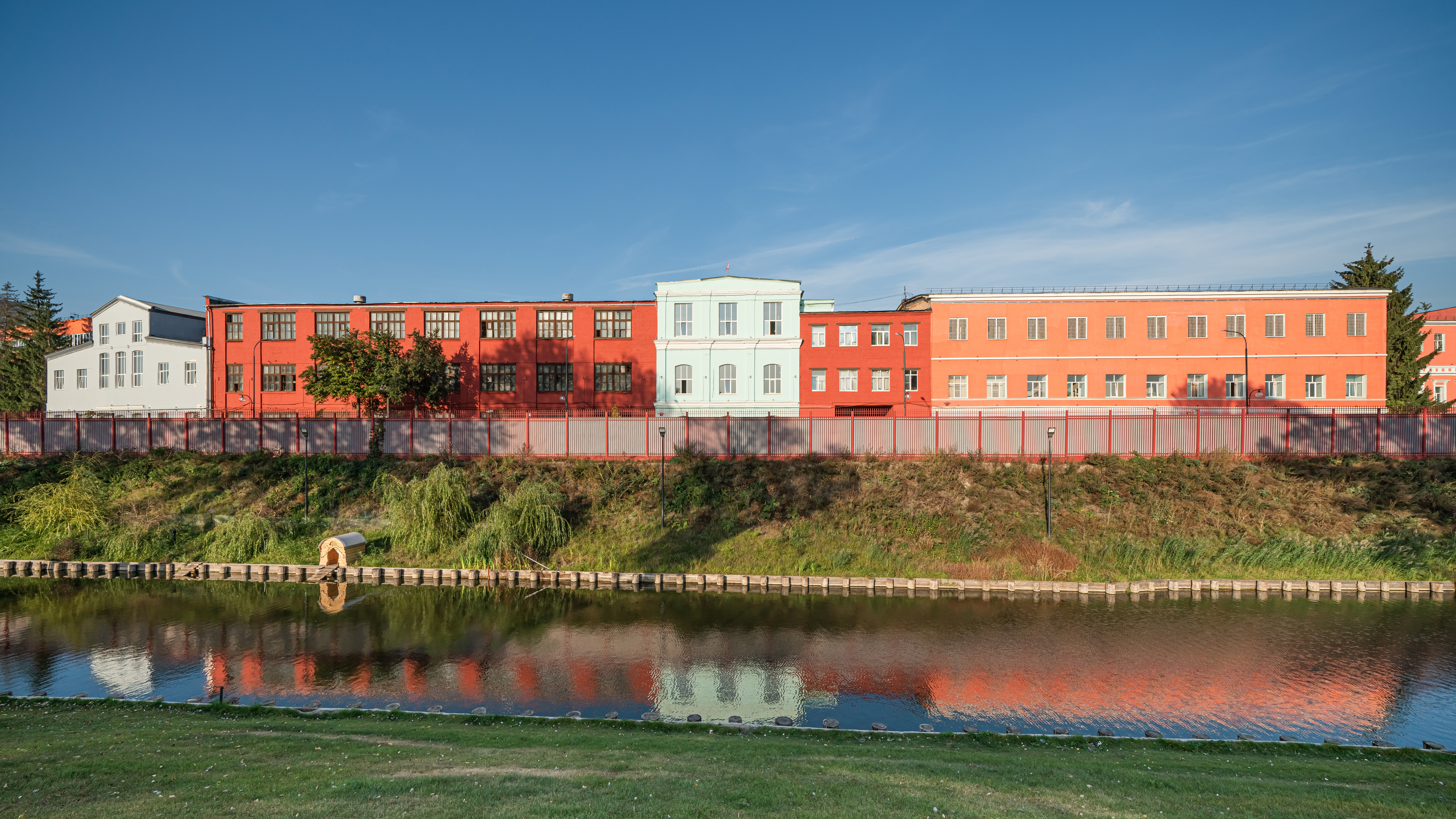
Fabryka broni w Tule

#### Przemysł maszynowy
Przemysł maszynowy obwodu obejmuje branżę obronną, produkcję maszyn rolniczych (Tuła, Pławsk), urządzeń energetycznych (Donskoj), maszyn i urządzeń dźwigowo-transportowych i górniczych (Jasnogorsk, Tuła) oraz – w licznych miastach – maszyn i urządzeń dla potrzeb przemysłu chemicznego, maszynowego, lekkiego i spożywczego.

#### Przemysł spożywczy
Przemysł spożywczy przetwarza produkty rolne regionu. Poza produkcją na potrzeby własnych mieszkańców w regionie produkowane są i przesyłane do innych części kraju m.in. cukier, mąka, karmy dla zwierząt, konserwy itd. Przemysł spożywczy znajduje się praktycznie we wszystkich miastach regionu.

#### Pozostałe gałęzie przemysłu
W rejonie istnieje rozwinięte hutnictwo, w tym hutnictwo metali nieżelaznych. Istnieje też przemysł materiałów budowlanych oraz przemysł lekki (tekstylny, szwalniczy) i inne.

#### Energetyka
Najważniejszym obiektem energetycznym w regionie jest elektrownia czeriepiecka w Suworowie, o mocy 1500 MW, która w 2006 wyprodukowała 3,5 mld kWh energii. Prócz tego na terenie obwodu działają elektrownie w Szczokinie (400 MW) i Nowomoskowsku (261 MW), Aleksinie (102 MW), Pierwomajskim (105 MW) i Jefriemowie (160 MW). Łączna moc miejscowych elektrowni to 2.528 MW, jednak średnioroczna produkcja wynosi ok. 6,5 mld kWh, co stanowi jedynie około połowy ich możliwości.
Głównym surowcem energetycznym w regionie do niedawna był węgiel brunatny; obecnie na terenie obwodu działają tylko 3 kopalnie, spośród których 2 przewidziane są do likwidacji; wydobycie węgla spadło z 25 mln ton w latach 80. do ok. miliona ton obecnie, które pozwala na zaspokojenie zapotrzebowania na surowce energetyczne w ok. 10%. W sumie lokalna produkcja energii w 1/4 opiera się na węglu, a w 3/4 na dostarczanym z innych części kraju gazie ziemnym.

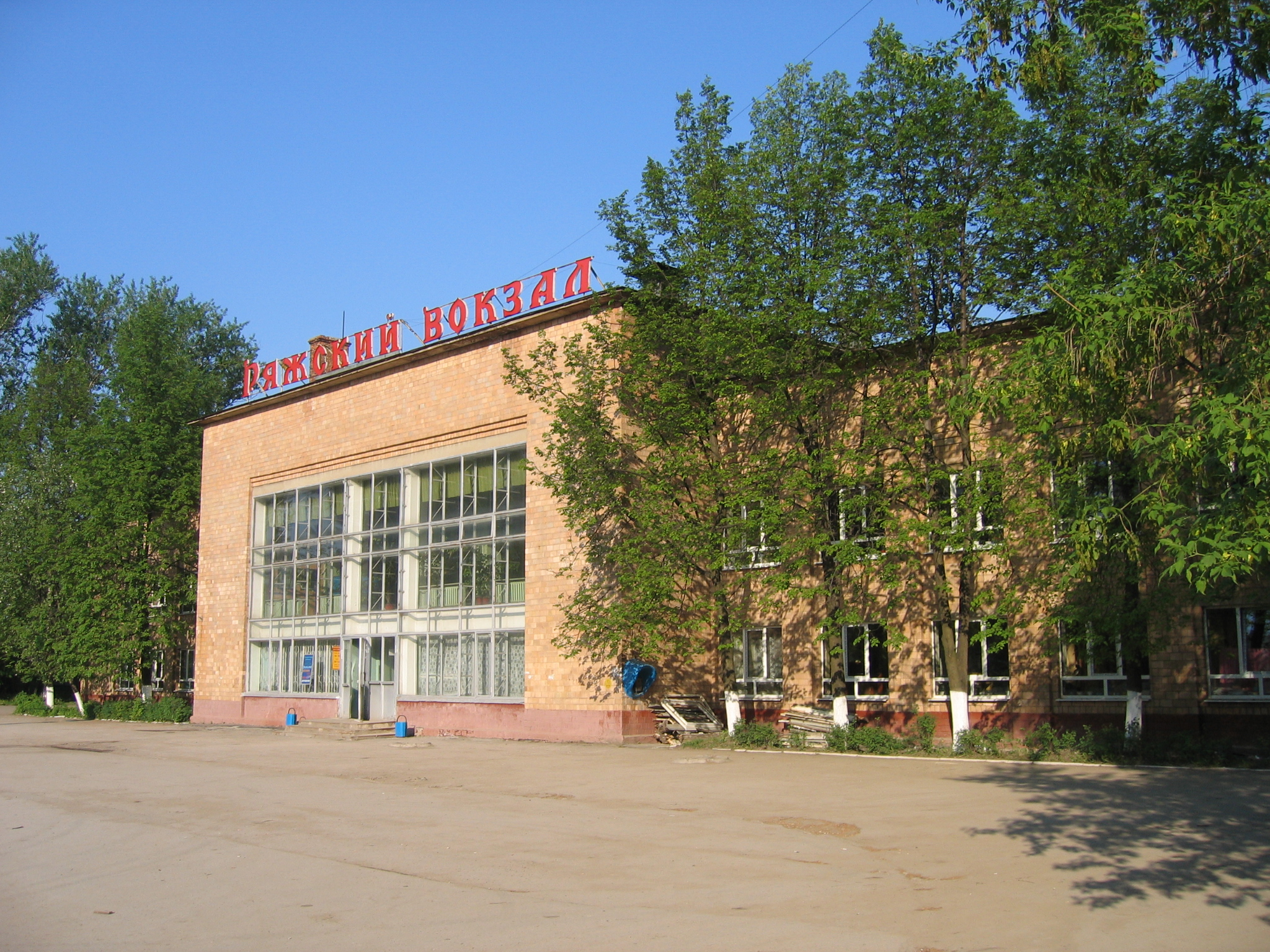
Stacja kolejowa na terenie obwodu

Zewnętrzne dostawy surowców energetycznych do regionu (1999):
gaz ziemny – 7,2 mld m³
węgiel kamienny – 973 tys. ton
ropa i produkty ropopochodne – 571 tys. ton
import gotowej energii – ok. 3 mld kWh

### Rolnictwo
Użytki rolne w regionie zajmują powierzchnię 1740 tys. ha (2001), co stanowi 68% całej powierzchni obwodu. 84% tej liczby to grunty orne. W strukturze zasiewów dominują zboża, zajmujące 54% pól, ponadto uprawia się ziemniaki, buraki cukrowe, rośliny pastewne, a w pobliżu miast też owoce i warzywa. Chów i hodowla zwierząt obejmuje bydło domowe, świnie i drób. Rolnictwo najlepiej rozwinięte jest w południowej części obwodu. Na czarnoziemach uprawia się tam zboża (zwłaszcza jęczmień i pszenicę), rośliny pastewne i buraki cukrowe; region ten jest też centrum chowu bydła mleczno-mięsnego i świń. Na północy chowa się głównie bydło, a uprawia rośliny pastewne i ziemniaki.
W sumie wartość całej produkcji rolniczej regionu to 17.800 mln rubli.
Produkcja najważniejszych wytworów rolnictwa regionu (2006):

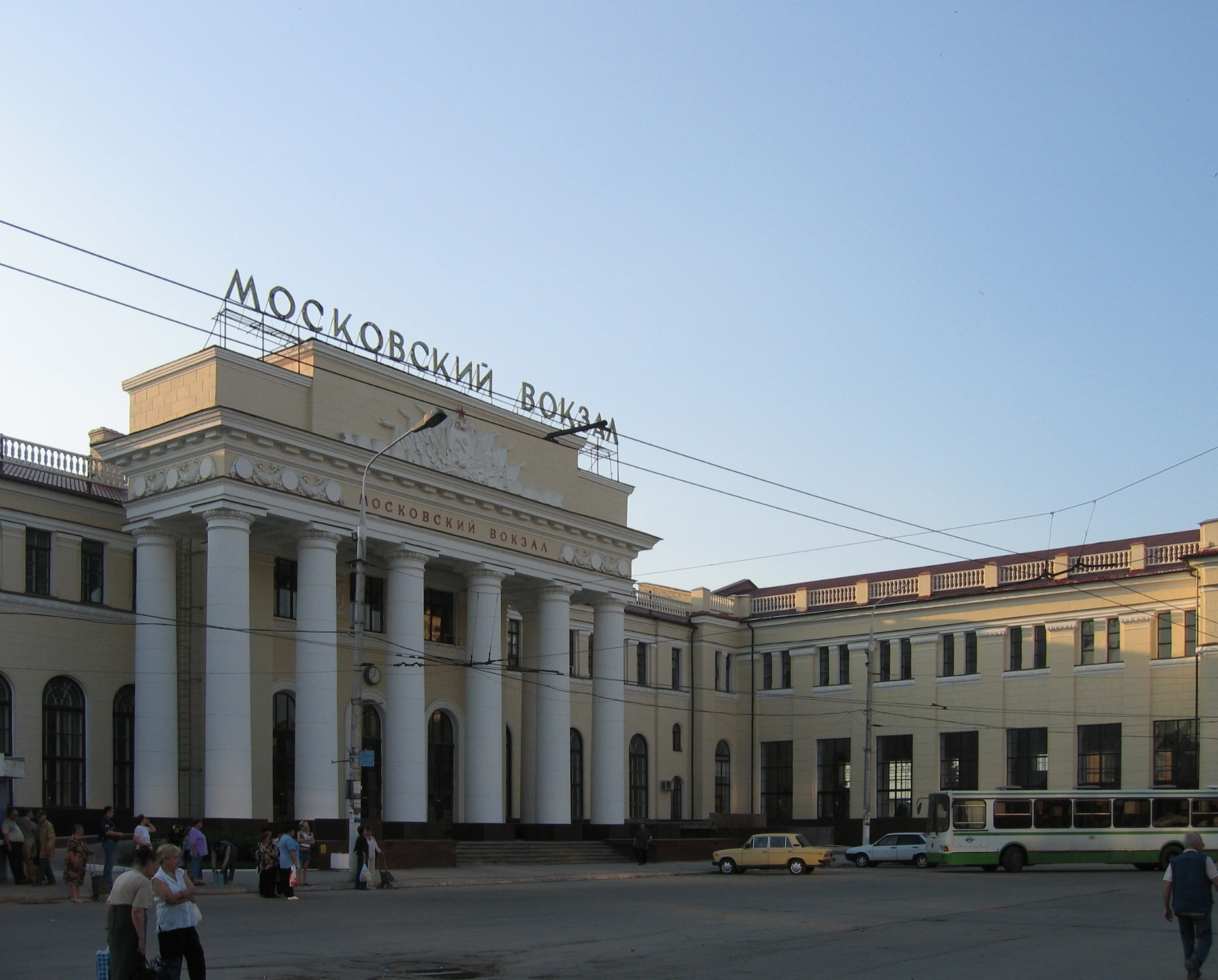
Dworzec kolejowy w Tule

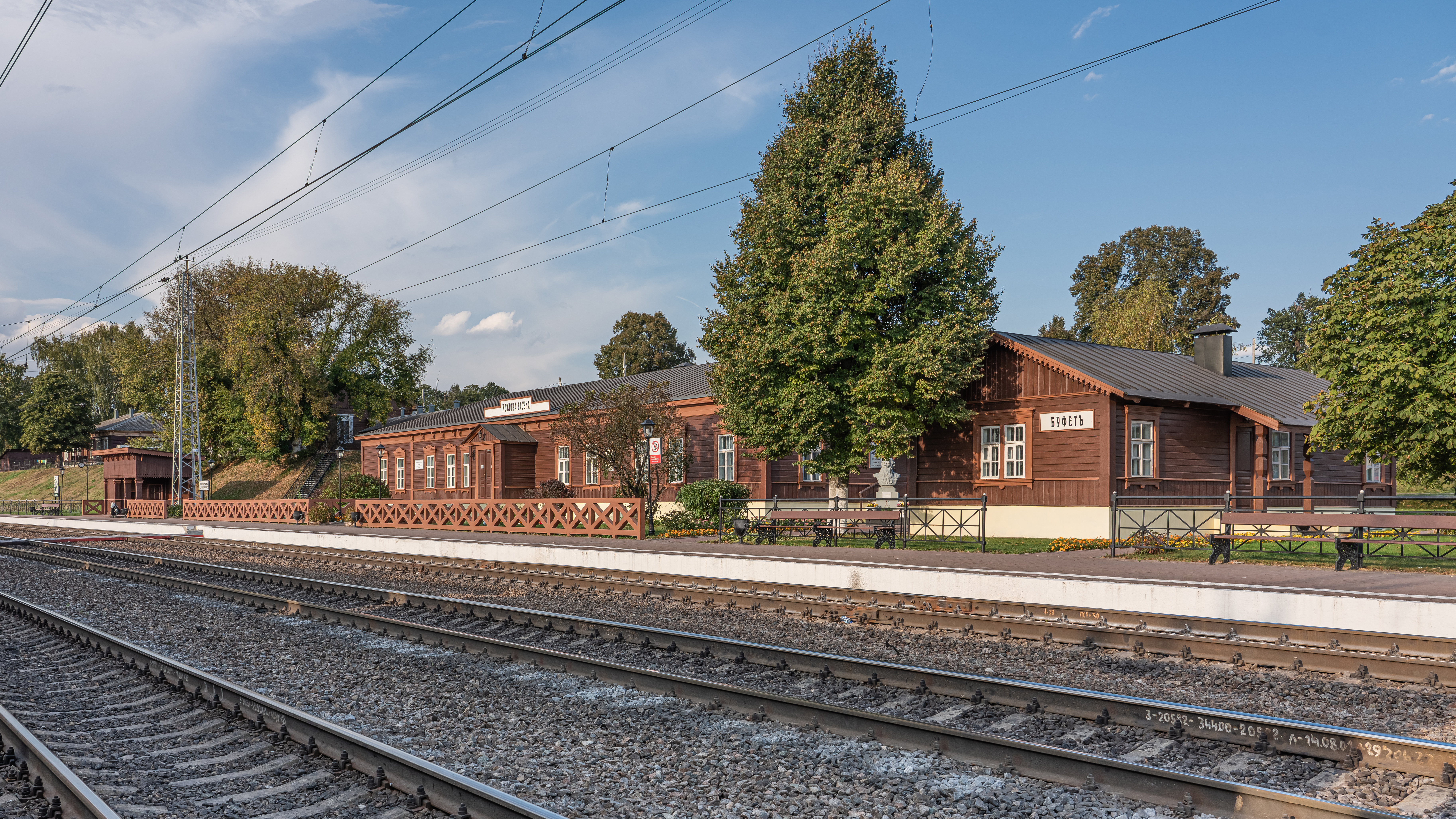
Stacja kolejowa w regionie

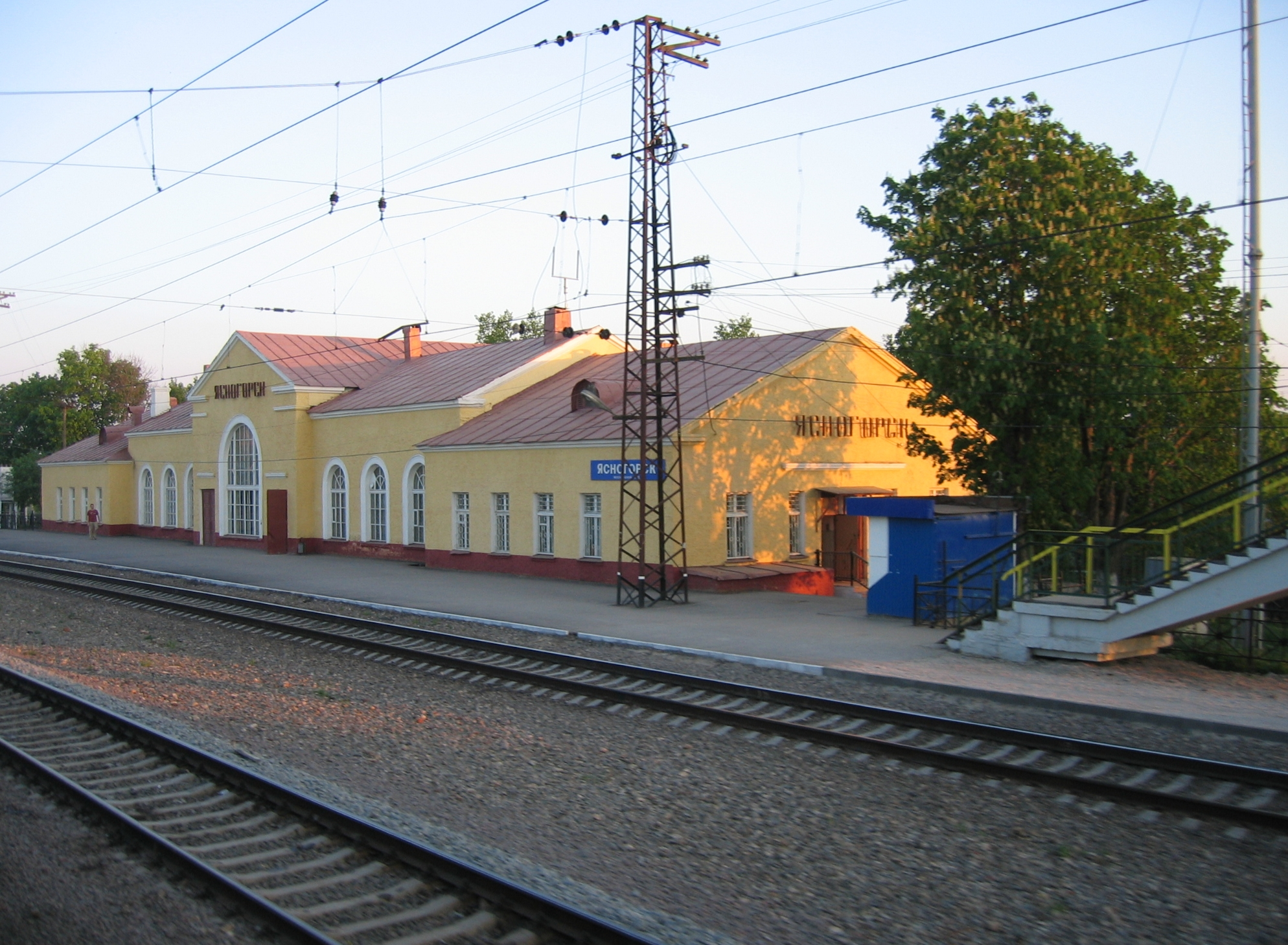
Stacja w Jasnogorsku

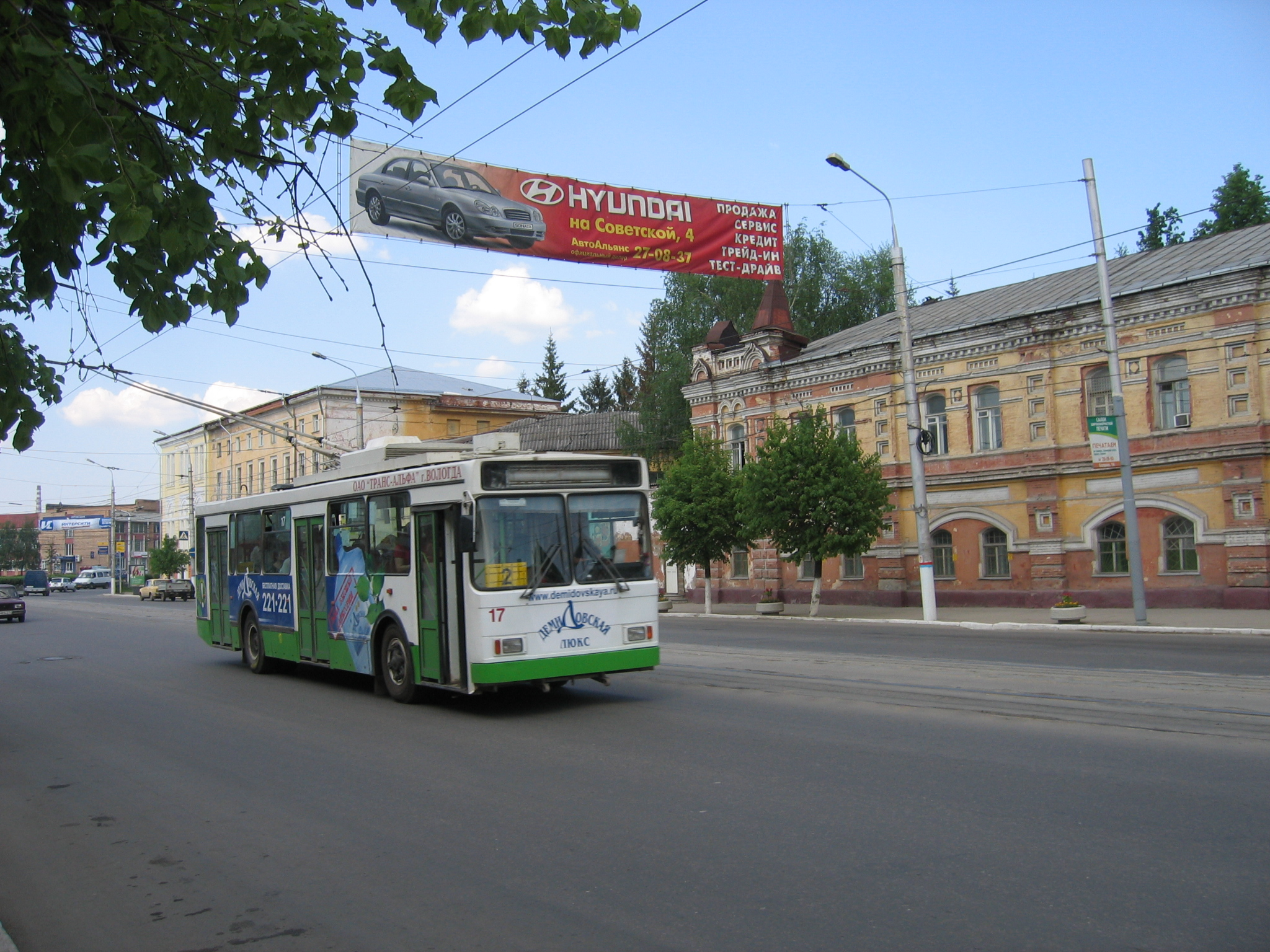
Trolejbus na ulicy Tuły

- mleko – 145,9 tys. ton
- mięso – 57,8 tys. ton
- jaja – 523,7 mln szt.
- ziarno zbóż – 819,0 tys. ton
- buraki cukrowe – 316,1 tys. ton
- ziemniaki – 739,8 tys. ton

### Transport
Sieć transportowa w regionie jest dość gęsta i spośród obwodów sąsiednich pod względem gęstości ustępuje tylko obwodowi moskiewskiemu.

#### Transport drogowy
Na terenie obwodu znajduje się 5150 km dróg kołowych, spośród których 98,5% posiada twardą nawierzchnię.
Najważniejsze drogi w regionie:
- Autostrada M-2 Krym
- Autostrada M-4 Don
- Autostrada M-6 Kaspij (niewielki odcinek)
- droga Kaługa – Moskwa – Michajłow – Riazań
- droga Kaługa – Pieriemyszl – Bielow – Orzeł.

Głównymi węzłami drogowymi są miasta: Tuła, Jefriemow, Bielow i Wieniow.

#### Transport kolejowy
Na terenie obwodu tulskiego znajduje się ok. tysiąca km linii kolejowych.
Przez teren obwodu przebiegają następujące ważne szlaki kolejowe:
- Moskwa – Charków – Symferopol
- Moskwa – Donbas
- Syzrań – Wiaźma

Linie te mają liczne lokalne odgałęzienia prowadzące do miejscowości obwodu i dzięki temu jedynie 3 spośród 23 ośrodków administracyjnych rejonów obwodu nie posiada lokalnej stacji kolejowej.
Prócz tego w okolicach miejscowości gdzie są lub były kopalnie istnieje gęsta sieć torów do transportu wydobywanego surowca.

#### Transport wodny i lotniczy
Jakkolwiek jedyną żeglowną rzeką regionu jest Oka, to za jej pośrednictwem obwód posiada łączność z ogólnorosyjską śródlądową siecią transportu wodnego, co sprawia, iż ten rodzaj transportu posiada duże znaczenie, zwłaszcza w transporcie surowców. Istotne jest także znaczenie żeglugi w ruchu turystycznym.
Transport lotniczy obecnie nie odgrywa praktycznie żadnej roli dla obwodu. Na terenie obwodu, pod Tułą, znajduje się lotnisko Kłokowo oraz kilka mniejszych lotnisk w mniejszych osadach, to loty odbywają jedynie maszyny wojskowe, a także samoloty szkoleniowe.

#### Transport rurociągowy

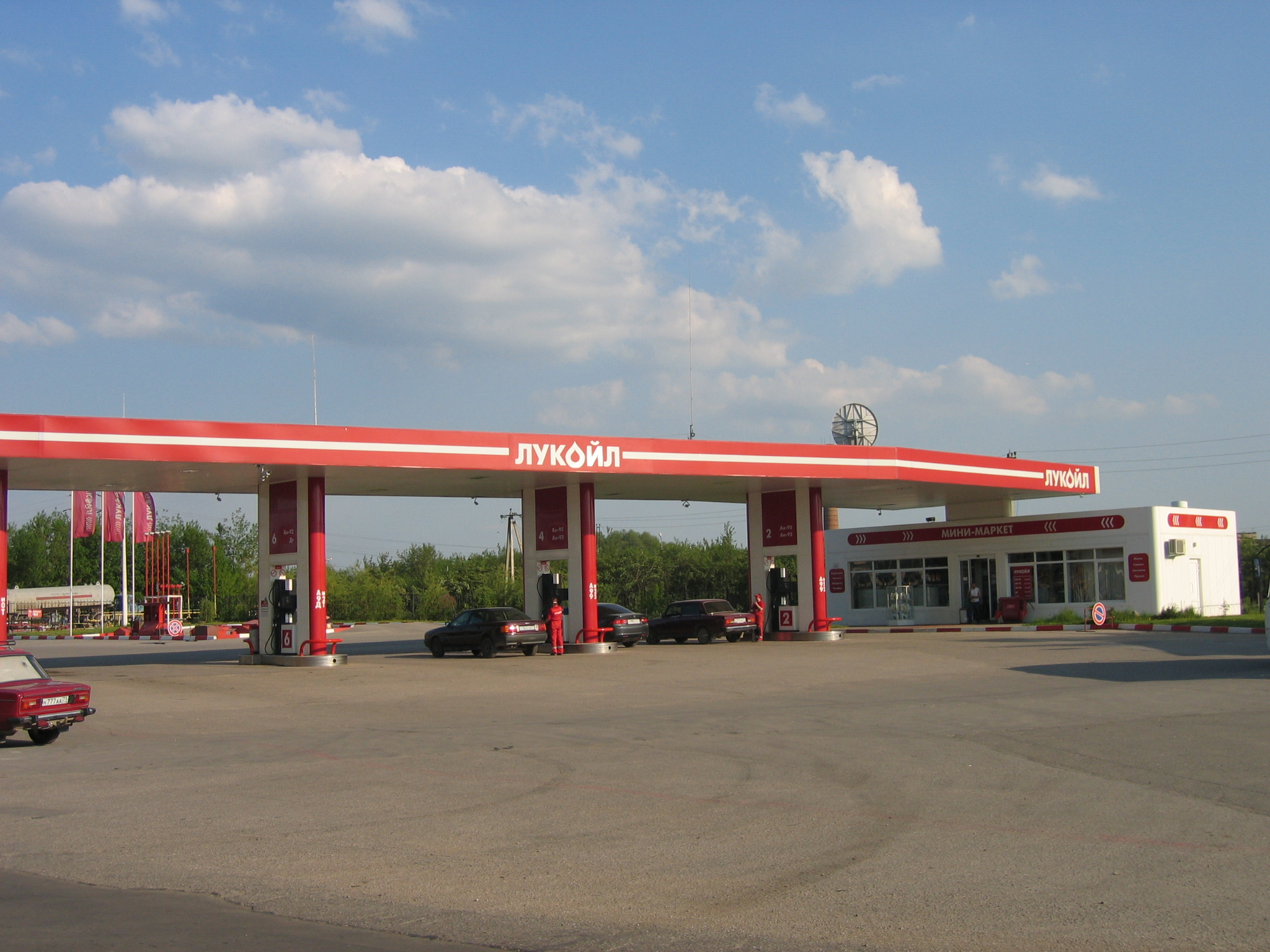
Stacja koncernu Lukoil

Stolica regionu – Tuła – jest jednym z ważniejszych rosyjskich węzłów transportu rurociągowego. Przechodzą tędy następujące gazociągi
Jamburg – Tuła-2
Kaukaz Północny – Centrum
Tuła – Torżok,
Jelec – Sierpuchow
Tuła – Szostka – Kijów
Niżny Nowogród – Centrum (jedna z nitek)
W sumie regionalny transport gazu ziemnego to ok. 13 mld m³ rocznie.
Ponadto w regionie biegnie rurociąg, którym transportowane są produkty naftowe; średniorocznie przesyła się nim ok. 4 mln ton surowca.

### Bogactwa naturalne
Głównym bogactwem naturalnym regionu jest węgiel brunatny. W granicach obwodu zalega około połowy wszystkich zasobów Zagłębia Podmoskiewskiego, tj. około 1,5 mld ton. Obecnie w regionie działają jedynie 3 kopalnie, a wydobycie wynosi ok. 1 mln ton; w ostatnich latach spadło ono znacząco – jeszcze w latach 80. sięgało ono 25 mln ton rocznie.
Odkryto także ponad 20 złóż rudy strontu, o łącznej wielkości ok. 200 mln ton. W południowej części obwodu zalegają obfita złoża torfu.
Już od średniowiecza w regionie wydobywa się wapień, a ostatnio także inne materiały budowlane, zwłaszcza rozmaite gliny i piaski oraz gips. Na terenie obwodu istnieją też obfite złoża rud żelaza, a także kilka źródeł wód mineralnych.

## Historia

### Historia ziemi tulskiej

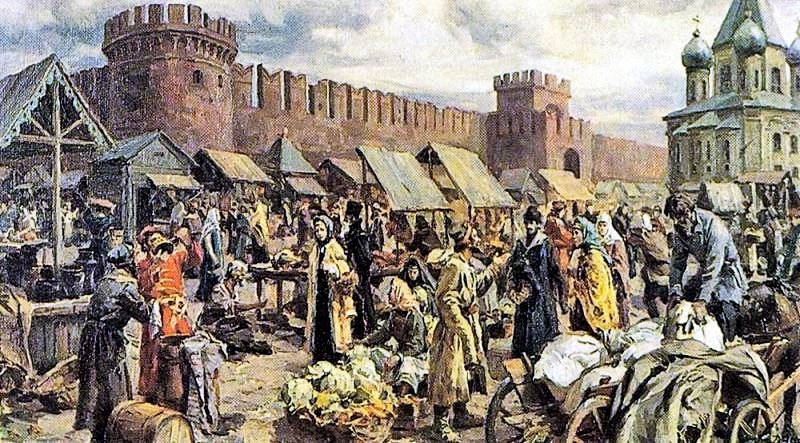
Tuła w XVII wieku

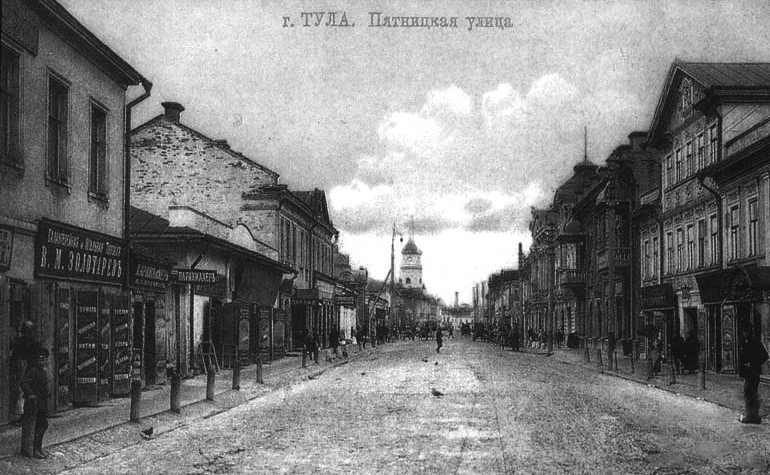
Archiwalne zdjęcie Tuły (koniec XIX wieku)

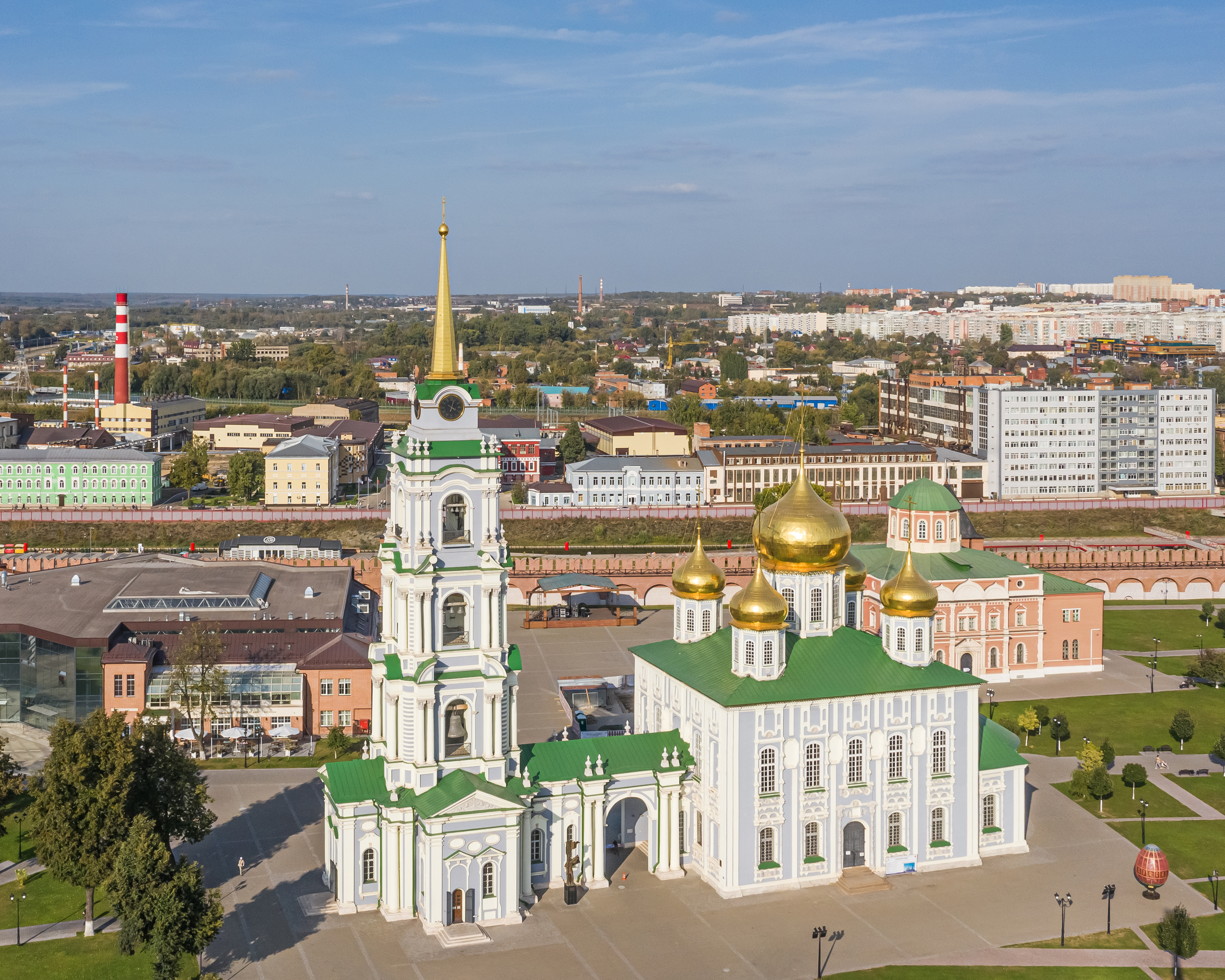
Katedra w Tule

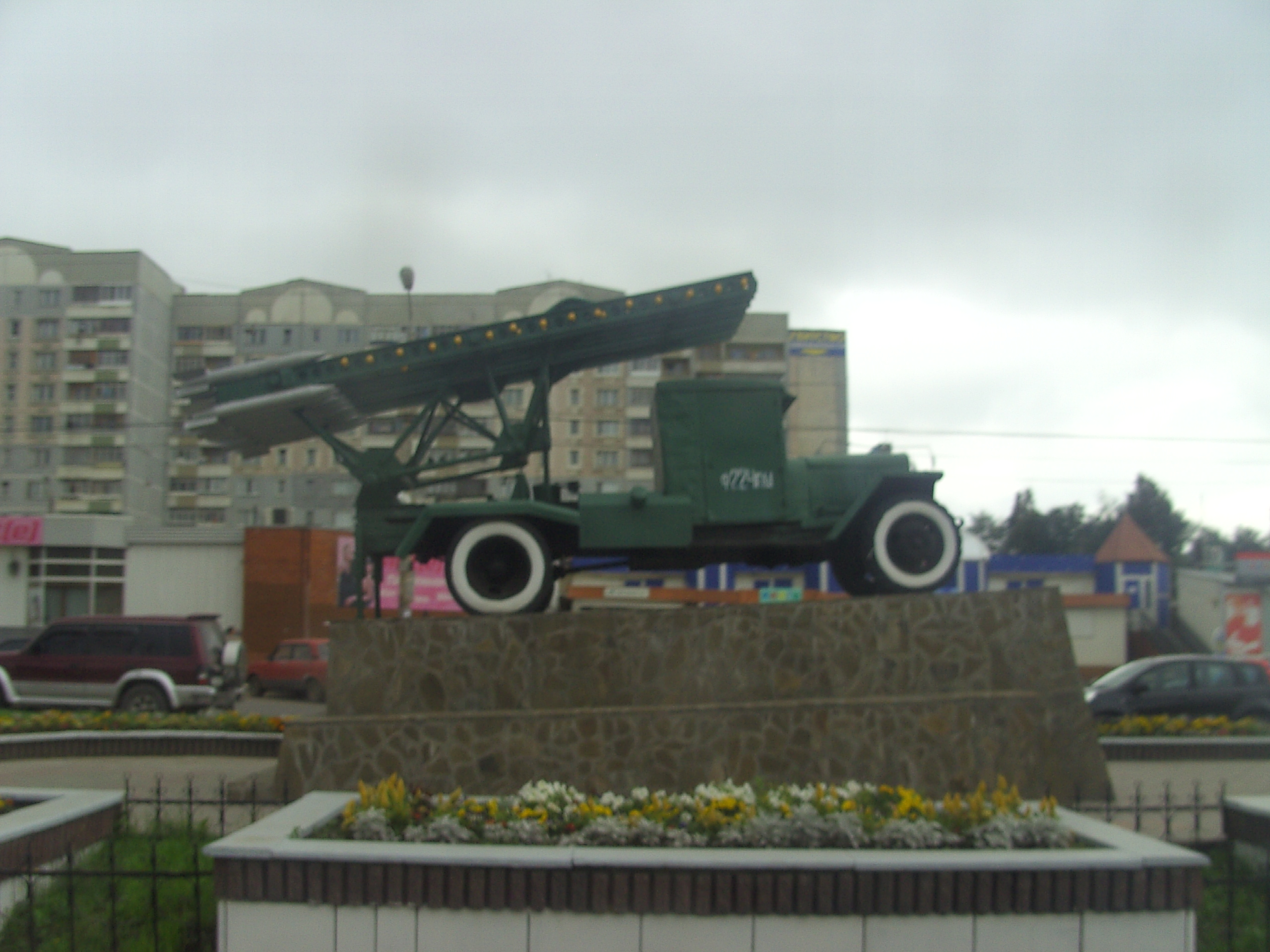
Pomnik katiuszy w Tule

W VII wieku n.e. na terytorium dzisiejszego obwodu pojawiły się wschodniosłowiańskie plemiona Wiatyczów. Następnie naród ten został pokonany przez Chazarów i zmuszony do płacenia im daniny. Od 986 Wiatycze podlegali Rusi Kijowskiej.
Następnie w wyniku podziału dzielnicowego tego państwa ziemia dzisiejszego obwodu weszła w skład najpierw Księstwa Czernichowskiego, następnie Księstwa Riazańskiego; część obszaru była także przyłączona do Wielkiego Księstwa Litewskiego. Stolica regionu – Tuła po raz pierwszy pojawiła się w źródłach historycznych w 1146. W 1380 w południowo-wschodniej części dzisiejszego obwodu rozegrał się ważna bitwa, w której wielki książę moskiewski i włodzimierski Dymitr Doński zwyciężył wojska tatarskie pod wodzą chana Mamaja w bitwie na Kulikowym Polu; zwycięstwo to uważane jest za początek wyzwalania się Rusi z jarzma mongolsko-tatarskiego. W 1503 całość ziem dzisiejszego obwodu znalazła się w granicach Państwa Moskiewskiego. W XVI i XVII w. region był ważnym punktem ze strategicznego punktu widzenia: znajdowała się tutaj tzw. zasieczna czerta (ros. Засечная черта), tj. system przeszkód i umocnień (którego elementem były porastające region lasy) oraz twierdz, mających chronić południe Rosji przed najazdami Tatarów Krymskich.
Na początku XVII w. region został zajęty przez polskie wojska pomagające Dmitrowi Samozwańcowi.
W końcu XVII w. rozpoczął się rozwój gospodarczy regionu – od 1696 datuje się rozwój miejscowej metalurgii, którą rozpoczął miejscowy kowal. Szybki rozwój tej gałęzi przemysłu spowodował, iż już w 1712 ukazem Piotra Wielkiego w Tule powstał pierwszy w Rosji Państwowy Zakład Zbrojeniowy, produkujący wysokiej jakości uzbrojenie. Pod koniec XVIII w. w Tule rozwinęła się produkcja słynnych do dziś samowarów.
W 1812 na ziemie dzisiejszego obwodu wkroczyła armia Napoleona Bonaparte, zmierzające na Moskwę.
W połowie XIX w. w regionie rozpoczęło się przemysłowe wydobycie węgla kamiennego, którego złoża znano od 1722; region jest najstarszym zagłębiem węglowym Rosji. Spowodowało to dalszy szybki rozwój regionu.
W czasie II wojny światowej na terenie regionu toczyły się ciężkie walki pomiędzy Wehrmachtem a Armią Czerwoną, w wyniku których region poniósł duże straty ludnościowe i gospodarcze.

### Przynależność administracyjna i utworzenie obwodu
9 marca 1777 powstała gubernia tulska. Gubernia została zlikwidowana w trakcie reform administracyjnych, jakie w latach 20. miały miejsce w ZSRR. Obwód tulski utworzono 26 września 1937.

## Symbole regionu
Herb obwodu tulskiego nawiązuje do herbu dawnej guberni tulskiej, który z kolei został opracowany na podstawie herbu stolicy regionu (Tuły).
Flaga obwodu na postać herbu regionu, umieszczonego nie na tarczy, a na sztandarze.

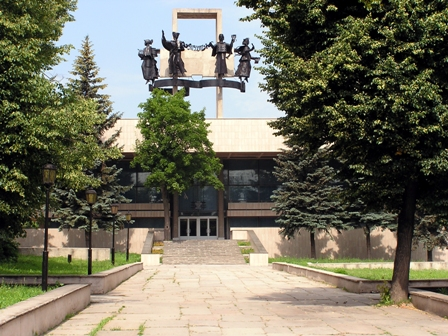
Teatr im. Gorkiego w Tule

## Tablice rejestracyjne
Tablice pojazdów zarejestrowanych w obwodzie tulskim mają oznaczenie 71 w prawym górnym rogu nad flagą Rosji i literami RUS.